# Nuclenor
Centrales Nucleares del Norte, S. A., Nuclenor, es la empresa a la que pertenece la Central nuclear Santa María de Garoña.

## Historia
A raíz de la Conferencia Internacional de las Naciones Unidas celebrada en Ginebra en 1955, se aprueban
condiciones técnicas para la utilización de la energía nuclear en la producción de electricidad. A partir de ese momento, las empresas españolas analizan la posibilidad de introducirse en esta nueva forma de producción de energía eléctrica. 
En este caso, Manuel Gutiérrez Cortines, consejero director de Electra de Viesgo, se puso en contacto con Iberduero (actual Iberdrola) a través de Ricardo Rubio (director general) que tras varias reuniones, el 2 de marzo de 1957 Electra de Viesgo e Iberduero crearon: Centrales Nucleares del Norte, S. A., NUCLENOR. El objetivo de esta nueva empresa era la construcción de una central nuclear. Inicialmente Nuclenor contó con un capital de 5 millones de pesetas.
En 1971, la central Santa María de Garoña entra en servicio.
En 1983, Electra de Viesgo fue adquirida por el Banco de Santander, mientras que en 1991 quedó integrada en el Grupo Endesa. Tras unos años perteneciendo a Enel, finalmente, en 2008 se convirtió en E.ON España.

## Cifras de la empresa
Nuclenor cuenta con alrededor de 329 empleados. 
Nuclenor es propietaria de la central nuclear Santa María de Garoña, y también posee participación en la central nuclear de Trillo I.
En 2007 las cifras de producción de NUCLENOR son las siguientes: produce más o menos el 2% del total de la energía eléctrica de España, lo que equivale al 6,5% de la de origen nuclear en España.

## Gestión
- Iberdrola generación (50%)
- Endesa generación (50%)